# Руси у Бугарској
Руси у Бугарској (буг. Руснаци) чине четврту по величини етничку групу у Бугарској, која броји 9.978 према попису становништа из 2011. године. Руси углавном живе у великим урбаним центрима, као што су Софија, Пловдив, Варна и Бургас. Иако је највећи талас руских насељеника стигао након догађаја око октобарске револуције и руског грађанског рата, компактне групе Руса живеле су у Бугарској вековима пре тога. По попису из 2011. године, руским језиком у Бугарској се служи 9.556 лица.

## Историја
Међу раним руским насељенима били су некадашњи Некрасовски козаци, а неки од њих су учествовали у оснивању села Татаритса у тадашњем Отоманском јужној Добруџи (данас део села Аидемир у провинцији Силистра), 1674. године, а у њему су изградили и цркву 1750. године. Друго руско село на североистоку Бугарске је Казашко у провинцији Варна, где потомци Кубанских и Донских козака живе од 1905. године. Чланови ових старословенских заједница локално су познати као Липовани. Њихово главно занимање је риболов, на Дунаву и на језеру Варна.
За време Руско-турског рата 1877-1878, који се у великој мери се борио на данашњој бугарској територији и ослобођењу Бугарске, основана је прелазна руска управа на чеку са принцом Александром Михаиловичем Дондуков-Корсаковом.
Након пораза од стране Црвене гарде у Руском грађанском рату, велики број припадника Беле гарде побегао је у Бугарску (тада монархију) у којој тражи уточиште. Они су на почетку бројили око 24.000– 29,000,-29,000, али око 4.000 лица је добило амнестију и вратило се у Совјетски Савез. Бугарска је постала део Источног блока после Другог светског рата, а велики број Руса је емигрирало у ову земљу. Данас страначки (укључујући и руске) пословне људе који живе у Бугарској имају право на бугарски пасош под одређеним условима (као што су улагање преко 250.000 долара или покретање бизниса) Руси у Бугарској заступају бројне организације, као што су Компатриотска унија, Унија руских грађана и Друштво белих гардиста.

## Становништво
Број и удео Руса према пописима становништва у Бугарској током година
| Година | Процентуално (%) | Број Руса |
| 1900   | 0.04             | 1 685     |
| 1905   | 0.08             | 3 275     |
| 1910   | 0.05             | 2 505     |
| 1920   | 0.18             | 9 080     |
| 1926   | 0.35             | 19 706    |
| 1934   | 0.19             | 11 928    |
| 1946   | 0.18             | 13 200    |
| 1956   | 0.13             | 10 551    |
| 1965   | 0.13             | 10 815    |
| 1992   | 0.20             | 17 139    |
| 2001   | 0.19             | 15 595    |
| 2011   | 0.13             | 9 978     |

Број Руса по окрузима, према попису становништа у Бугарској 2011. године
| Област                | Број Руса | Процентуално (%) |
| Област                | 15 595    | 0.19             |
| --------------------- | --------- | ---------------- |
| Благоевградска област | 476       | 0.13             |
| Бургаска област       | 1 107     | 0.26             |
| Варненска област      | 1 358     | 0.29             |
| Великотрновска област | 539       | 0.18             |
| Видинска област       | 189       | 0.14             |
| Врачанска област      | 333       | 0.13             |
| Габровска област      | 310       | 0.21             |
| Добричка област       | 430       | 0.20             |
| Крџалијска област     | 234       | 0.14             |
| Ћустендилска област   | 160       | 0.09             |
| Ловечка област        | 269       | 0.15             |
| Монтанска област      | 272       | 0.14             |
| Пазарџичка област     | 588       | 0.18             |
| Перничка област       | 224       | 0.14             |
| Плевенска област      | 692       | 0.22             |
| Пловдивска област     | 1 151     | 0.16             |
| Разградска област     | 223       | 0.14             |
| Русенска област       | 542       | 0.20             |
| Силистранска област   | 442       | 0.31             |
| Сливенска област      | 476       | 0.21             |
| Смољанска област      | 111       | 0.07             |
| Софијска област       | 301       | 0.11             |
| Област града Софије   | 3 127     | 0.26             |
| Старозагорска област  | 751       | 0.20             |
| Трговишка област      | 139       | 0.10             |
| Хасковска област      | 476       | 0.17             |
| Шуменска област       | 384       | 0.18             |
| Јамболска област      | 291       | 0.18             |